# Elena Arseneva
Elena Arseneva, née le 21 juin 1958 à Moscou, est une romancière russe francophone, autrice de  romans policiers historiques.

## Biographie
Née de mère russe et de père italien, elle passe son enfance à Moscou. Elle apprend le français par sa grand-mère qui lui transmet son goût pour la culture et la littérature françaises. Elle fait des études supérieures et obtient une maîtrise d'histoire à Moscou et se passionne pour l'histoire du Moyen Âge. À 20 ans, elle décide de partir. Un mariage blanc, un séjour en Allemagne puis le divorce. Sans un sou en poche, elle fait du stop jusqu’en France. Elle est arrêtée par les douaniers à qui elle exhibe son passeport soviétique. Après un interrogatoire de près de six heures, les portes de la France s’ouvrent. Elle séjournera quelque temps à Strasbourg, puis s’installe à Paris dans la chambre qu’un étudiant rencontré par hasard lui prête.
À la rentrée de l’année 1980, elle s’inscrit à la Sorbonne, en lettres modernes, puis multiplie les activités, dont deux années au cours Florent. Elle découvre le monde de l’édition. Lectrice, puis traductrice, elle est aussi assistante d’un journaliste étranger en poste à Paris. Elle commence à écrire, ses « cahiers bleus », remplis des histoires inspirées de son expérience à cheval entre deux mondes.  C’est avec Artem qu’elle fait ses débuts d’écrivaine. 
En 1997, elle crée Artem, héros d'une série de romans policiers historiques. Artem vit au XIe siècle, dans la Rus' de Kiev. C'est un boyard responsable de la police du Prince Vladimir. Loyal et perspicace, il est aussi timide et coincé, surtout avec les femmes. Il illustre ce décalage que l’on constatait entre le peuple et la noblesse de l’époque, très liée à l’Église. Il mène ses « enquêtes et déjoue des complots, assisté par ses fidèles compagnons (ou varlets) Mitko et Vassili, qui sont d'excellents détectives amateurs, et son jeune fils adoptif Philippos ».

## Œuvre

### Romans

#### SérieArtem, le boyard
- Le Sceau de Vladimir : Les enquêtes du boyard Artem - Tome 1, Paris, 10/18, « Grands détectives » no 2890, 1997  (ISBN 2264025859)
- La Parure byzantine : Les enquêtes du boyard Artem - Tome 2, Paris, 10/18, « Grands détectives » no 2891, 1997  (ISBN 2264025867)
- Ambre mortel : Les enquêtes du boyard Artem - Tome 3, Paris, 10/18, « Grands détectives » no 3012, 1999  (ISBN 2264025875)
- La Nuit des ondines : Les enquêtes du boyard Artem - Tome 4, Paris, 10/18, « Grands détectives » no 3121, 1999  (ISBN 226402934X)
- L'Espion du prince Oleg : Les enquêtes du boyard Artem - Tome 5, Paris, 10/18, « Grands détectives » no 3245, 2000  (ISBN 2264029358)
- La Fourche du diable : Les enquêtes du boyard Artem - Tome 6, Paris, 10/18, « Grands détectives » no 3412, 2002  (ISBN 2264032081)
- L'Énigme du manuscrit : Les enquêtes du boyard Artem - Tome 7, Paris, 10/18, « Grands détectives » no 3484, 2003  (ISBN 226403260X)
- Le Sang d'Aphrodite : Les enquêtes du boyard Artem - Tome 8, Paris, 10/18, « Grands détectives » no 3173, 2012  (ISBN 9782264037305)